# Selva Casal
Selva Casal Muñoz (Montevideo, 11 de enero de 1927 - 27 de noviembre de 2020) fue una escritora y poetisa uruguaya.

## Biografía
Nació y se crio en el seno de una familia dedicada al arte, lo que influyó directamente en su desarrollo como artista. Publicó sus primeros poemas en la Revista Alfar, creada por su padre Julio Casal. Desde esos primeros poemas a la fecha ha tenido una prolífica producción literaria destacándose la poesía, no obstante ha incursionado también en ensayos y biografías de otros referentes del arte. Parte de su obra ha sido traducida al inglés y publicada por la Poetry Review de la University of Tampa (Florida, Estados Unidos).
Además de escritora era Doctora en Derecho y Ciencias Sociales. Ejerció la docencia en la cátedra de Práctica Forense en la Facultad de Derecho de la Universidad de la República y fue docente de Derecho y Sociología en los Institutos Normales, actividades que realizó hasta que fue destituida durante la dictadura cívico-militar uruguaya.
Tuvo dos hermanas (Marynés y Josefina) y dos hermanos (Rafael y Julio), estos últimos se abocaron a la misma actividad.
Vivió en Montevideo, alternando su residencia con el balneario Solymar. Su obra data desde 1954, Ha sido reconocida con múltiples premios tanto en su país como en Argentina y México, siéndole otorgado en 2010 por parte de la Fundación Lolita Ruibal el Premio Morosoli de Poesía.

## Obra
- Abro las puertas de un jardín de plata (Trópico Sur Editor, 2014)
- Biografía de un arcángel (Estuario editora, 2012)[11]
- En este lugar maravilloso vive la tristeza (Estuario editora, 2011)[12]
- El grito (Artefato, 2005)
- Vivir es peligroso (Libros de Tierra Firme, 2001, Buenos Aires; Premio del Ministerio de Cultura)
- Perdidos manuscritos de la noche (Carlos Marchest Editor, 1996; Premio del Ministerio de Cultura)
- Hombre mutilado (inédito, 1988; Mención Honorífica Internacional. Concurso de Poesía Plural México)
- Los misiles apuntan a mi corazón (Ediciones de la Banda Oriental, 1988)
- Mi padre Julio J. Casal. (ensayo lírico documental) (Biblioteca Alfar, 1986) [Dibujos de Barradas]
- Nadie ninguna soy (Biblioteca Alfar, 1983; 1.er Premio de la Fundación Argentina para la Poesía, 1º Premio Municipal de Poesía en Uruguay)
- No vivimos en vano (Biblioteca Alfar, 1975)
- Han asesinado al viento (Editorial Alfa, 1971)
- Poemas 65 (Cuadernos Julio Herrera y Reissig, 1965 - Trad. al inglés Poetry review de la University of Tampa, 1966 - USA,)
- Poemas de las cuatro de la tarde (Biblioteca Alfar, 1962 - Premio Municipal de Poesía)
- Días sobre la tierra (Cuadernos Julio Herrera y Reissig, 1960 - Melón editora, 2013, Buenos Aires)
- Arpa (Colección Delmira, 1958 - Premio del Ministerio de Instrucción Pública, 1954)

## Antologías y recopilaciones de su obra
- El mundo es simplemente un alarido. Obra reunida (Llantén editorial, 2021, Buenos Aires)
- Y lo peor es que sobrevivimos (Amargord ediciones, 2013, Madrid)
- Ningún día es jueves (Ediciones de Hermes Criollo, 2007)
- El infierno es una casa azul y otros poemas (Libros de Tierra Firme, 1999, Buenos Aires)
- El infierno es una casa azul (Ediciones de Uno, 1993; Premio del Ministerio de Cultura)